# Firebase
Firebase — американская компания, поставщик облачных услуг, основанная в 2011 году Эндрю Ли и Джеймсом Тэмплином, и поглощённая в 2014 году корпорацией Google.
Прошла два раунда инвестиций: в мае 2012 года получила $1,4 млн от Flybridge Capital Partners, Greylock Partners, NEA, в июне 2013 года привлекла $5,6 миллионов от Union Square Ventures и Flybridge Capital Partners.
Основной сервис — облачная СУБД класса NoSQL, позволяющая разработчикам приложений хранить данные и синхронизировать их между несколькими клиентами. Поддержаны особенности интеграции с приложениями под операционные системы Android и iOS, реализован API для приложений на JavaScript, Java, Objective-C и Node.js. Также можно работать напрямую с базой данных в стиле REST из ряда JavaScript-фреймворков, включая AngularJS, React, Vue.js, Ember.js и Backbone.js. Предусмотрен API для шифрования данных.
Среди других услуг, предоставлявшихся компанией — запущенный 13 мая 2014 года хостинг для хранения статических файлов (таких как CSS, HTML, JavaScript), обеспечивающий доставку через CDN и сервис аутентификации клиента с использованием кода только на стороне клиента с поддержкой входа через Facebook, GitHub, Twitter и Google (Firebase Simple Login).
Кроме этого, компанией выпущен под лицензией MIT веб-редактор кода Firepad, обеспечивающий одновременную совместную работу нескольким пользователям с одним документом, который стал основой редакторов Stash Realtime Editor фирмы Atlassian и Koding. Ещё один свободный проект компании — бесплатный мессенджер FireChat, также выпущенный под лицензией MIT.